# Beienrode (Gleichen)

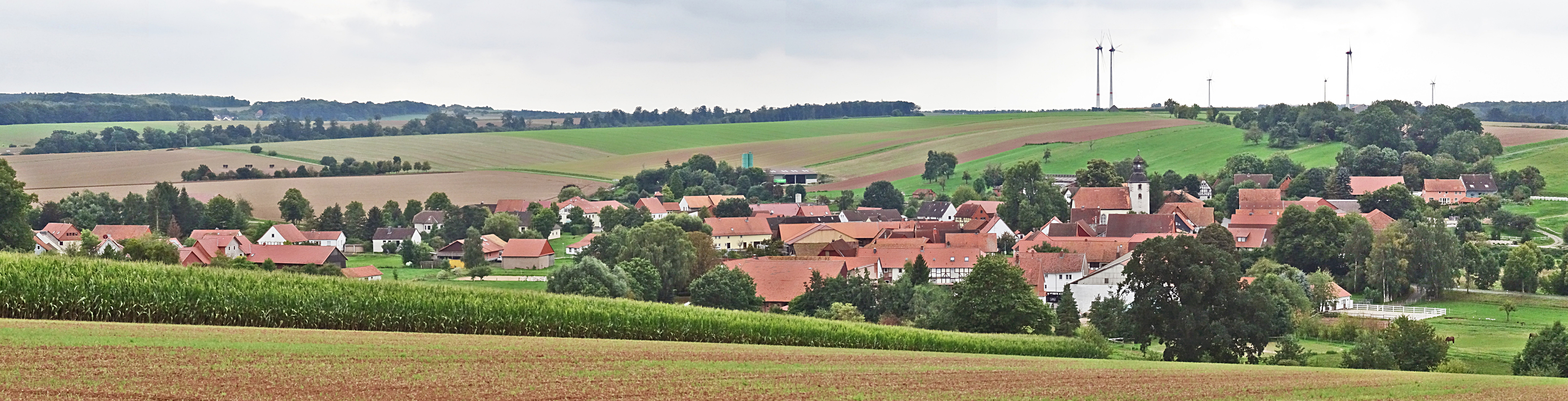
Ansicht von Norden

Beienrode ist ein Ortsteil der Gemeinde Gleichen im Landkreis Göttingen mit 195 Einwohnern (Stand: 1. Januar 2020).

## Geschichte
Im Zuge der Gemeindegebietsreform wurde Beienrode am 1. Januar 1973 ein Ortsteil der neu gebildeten Gemeinde Gleichen.

## Politik

### Ortsrat
Der Ortsrat setzt sich aus fünf Ratsfrauen und Ratsherren zusammen.
- Freie Wählergemeinschaft Beienrode: 5 Sitze

(Stand: Kommunalwahl am 12. September 2021)

### Ortsbürgermeister
Ortsbürgermeisterin von Beienrode ist Andrea Kerll.

### Wappen
| Wappen von Beienrode | Blasonierung: „In Silber (Weiß) eine grüne bewurzelte Linde.“ |
| Wappen von Beienrode | Wappenbegründung: Das von Otto Rössler von Wildenhain entworfene Wappen wurde vom niedersächsischen Ministerium des Inneren am 28. September 1948 genehmigt. Es symbolisiert die Gemeinde als historische Gerichtsstätte. |

## Sehenswürdigkeiten

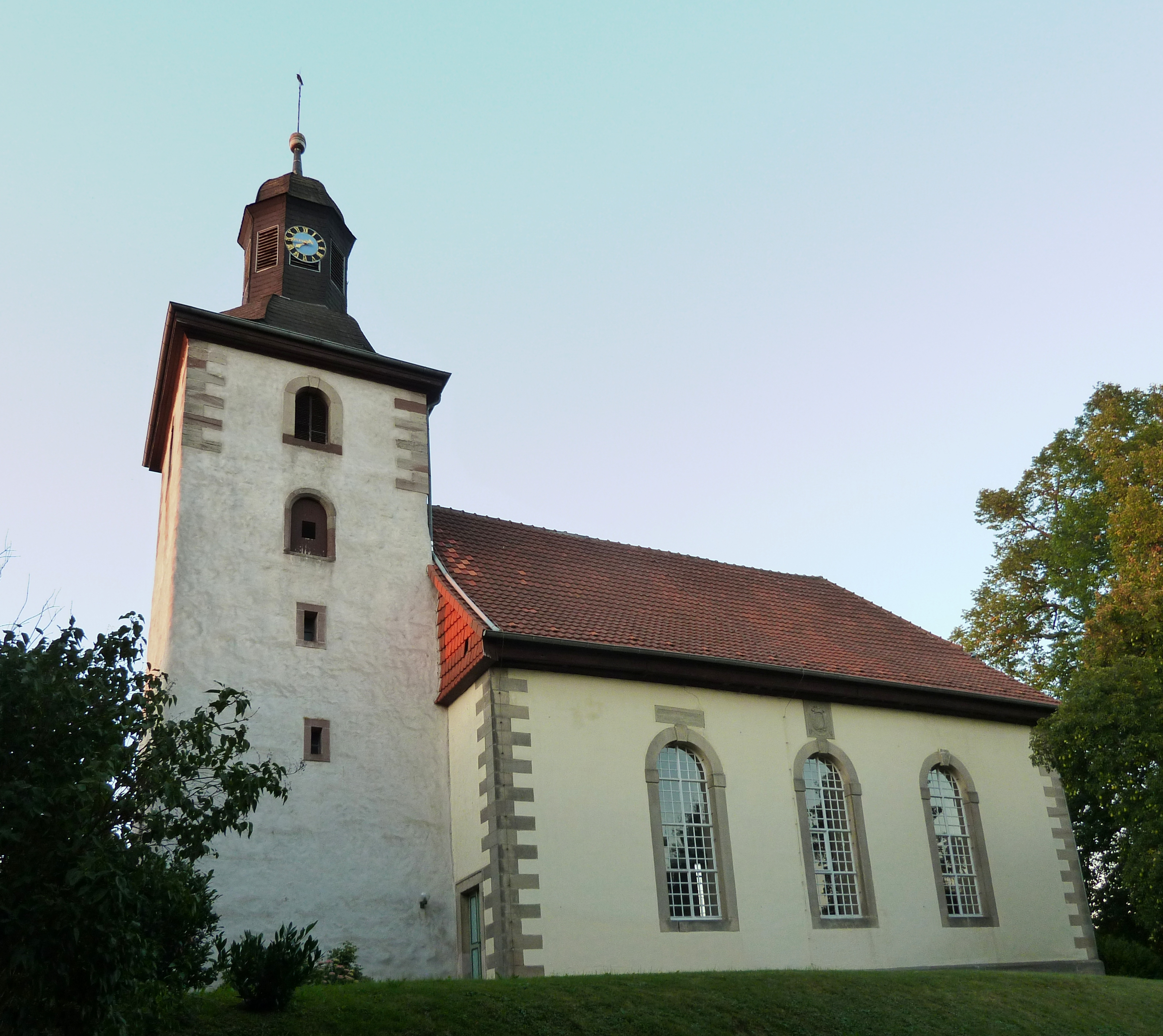
Bartholomäuskirche

- Ev. Kirche St. Bartholomäi, erbaut 1732